# Rue Louis-Ganne
Pour les articles homonymes, voir Louis Ganne et Ganne.
La rue Louis-Ganne est une voie du 20e arrondissement de Paris, en France.

## Situation et accès
La rue Louis-Ganne est une voie publique située dans le 20e arrondissement de Paris. Elle débute au 162, boulevard Davout et se termine au 73, rue Louis-Lumière.

## Origine du nom

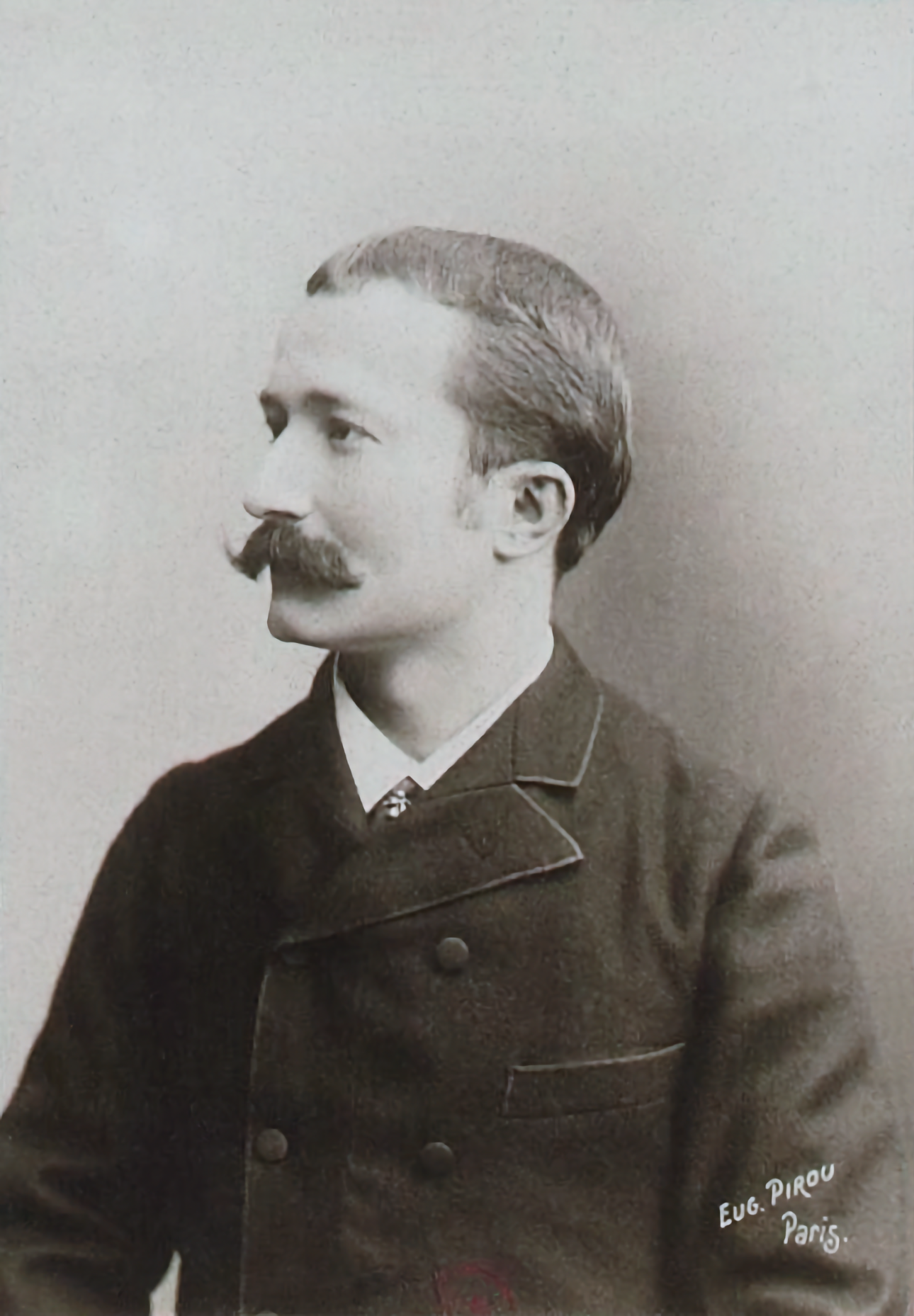
Louis Ganne.

Cette rue honore la mémoire du compositeur Louis Ganne (1862-1923).

## Historique
La voie a été ouverte et a pris sa dénomination actuelle par un arrêté du 23 janvier 1930 sur l'emplacement du bastion no 12 de l'enceinte de Thiers.

## Bâtiments remarquables et lieux de mémoire

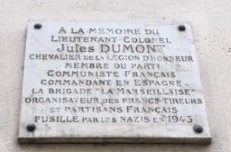

- Nos 6-8 : une plaque commémorative rend hommage au résistant communiste Jules Dumont (1888-1943).